# Mercedes-AMG PureSpeed
La Mercedes-AMG PureSpeed est une barquette du constructeur automobile allemand Mercedes-AMG. 

## Présentation
La Mercedes AMG PureSpeed a d'abord été dévoilée sous forme de concept-car pendant le Grand Prix automobile de Monaco 2024 avant d'être révelée en version de série le 7 décembre 2024 lors du Grand Prix automobile d'Abou Dabi 2024. .
Il s'agit d'un hommage à la 300 SLR, victorieuse des Mille Miglia en 1955 .

## Caractéristiques techniques
La PureSpeed est basée sur la Mercedes-AMG SL  mais reprend des éléments de l'AMG One comme la face avant  . 

### Motorisation
Elle conserve le V8 biturbo de 585 ch issue de la version 63 de la SL.